# PGC 26656
PGC 26656 ist eine Spiralgalaxie mit aktivem Galaxienkern im Sternbild Hydra am Südsternhimmel. Die Galaxie ist etwas mehr als 267 Millionen Lichtjahre entfernt.